# Asamblea Suprema de Uzbekistán
La Asamblea Suprema es el órgano que ejerce el poder legislativo de la República de Uzbekistán. Está compuesta de 2 cámaras: el Senado (cámara alta), y la Cámara Legislativa (cámara baja).
La Cámara Legislativa tiene 150 diputados elegidos de distritos electorales territoriales. El Senado tiene 100 miembros, 84 elegidos de las regiones, de la República Autónoma de Karakalpakia y de la capital, Taskent, y otros 16 nominados por el Presidente de Uzbekistán.
Ambas cámaras tienen términos de cinco años de mandato.

## Presidente
De febrero de 1995 a enero de 2005, el presidente de la Asamblea Suprema unicameral de Uzbekistán fue Erkin Khalilov, quien había sido presidente interino del Soviet Supremo desde 1993 hasta 1995. Desde 2005, el Senado y la Cámara Legislativa tienen cada uno su propio presidente.

### Presidente de la Cámara Legislativa
- Erkin Khalilov (27 de enero de 2005 - 23 de enero de 2008 )
- Diloram Tashmukhamedova (23 de enero de 2008 - 12 de enero de 2015)[2]
- Nuriddinjon Ismailov (en el cargo desde el 12 de enero de 2015)[3]

### Presidente delSenado
- Murat Sharifkhodjayev (27 de enero de 2005 - 24 de febrero de 2006)
- Ilgizar Sobirov (24 de febrero de 2006 - 22 de enero de 2015)[4]
- Nigmatilla Yuldashev (en el cargo desde el 22 de enero de 2015)[5]